# Oldekloster

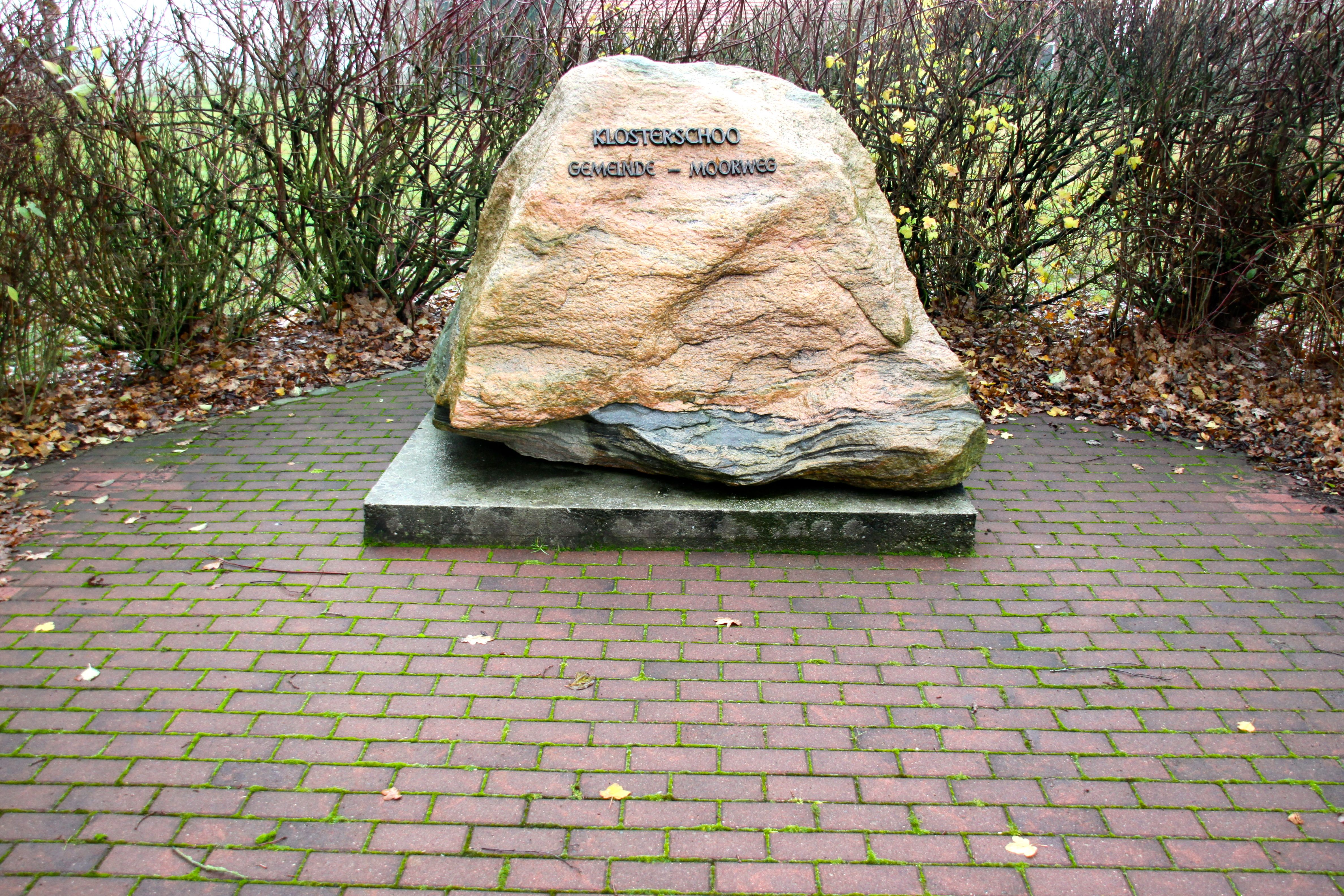
Gedenkstein in Moorweg

Das Oldekloster war ein Benediktinerkloster in der heutigen Gemeinde Moorweg, Samtgemeinde Esens. Auf der Ostfrieslandkarte des David Fabricius von 1589 und späteren Karten ist es südwestlich von Esens eingezeichnet. Es hatte ein Marienheiligtum und war im Mittelalter ein bedeutender regionaler Wallfahrtsort. 
Das Kloster wird ab 1421 als landwirtschaftliche Außenstelle des Klosters Marienkamp der Augustinerchorherren bei Esens genannt, ist aber vermutlich erheblich älter. Es dürfte auf eine Klostergründung der Benediktiner zurückgehen, die 1235 erstmals erwähnt wurde und vermutlich der Vorgänger von Marienkamp war. Es waren wohl auch die Mönche von Oldekloster und Kloster Sconamora, die in der Region ein Entwässerungssystem anlegten und dafür um 1300 Bensersiel gründeten.
Oldekloster besaß ein bedeutendes Marienheiligtum und war Wallfahrtsort mit einer eigenen Kirche. Nach 1424 ließ der Prior von Marienkamp, Arnold von Crefeld, einen neuen Chorraum im Oldekloster errichten. 
Mit der Säkularisation von Marienkamp im Jahr 1530 wurde auch Oldekloster aufgehoben und ging in den Besitz des ostfriesischen Grafen über. Diese ließen in Oldekloster eine Schafhaltung betreiben, die sie der Verwaltung der Domäne Schoo unterstellten. Der südliche Teil der Flächen wurde um 1900 als Schooer Wald aufgeforstet und privatisiert, die Flächen um den ehemaligen Klosterstandort im ersten Drittel des 20. Jahrhunderts als landwirtschaftliche Nutzflächen verkauft. Vom Kloster haben sich keine Gebäude erhalten. Wie das Kloster einst ausgesehen hat, ist unklar. Ausgrabungen fanden bis dato nicht statt. Rund 250 Meter südwestlich der Wüstung gibt es Spuren eines Fischteiches im Grünland am Waldrand, etwa 700 Meter südöstlich Relikte von alten wasserwirtschaftlichen Anlagen und Torfstichen unter Wald, die dem Kloster zugerechnet werden.